# Henry Tew
Henry Tew (* 1654 in Newport, Newport County; † 26. April 1718 ebenda) war ein englischer Politiker und Offizier in Nordamerika.

## Werdegang
Henry Tew war der Sohn von Mary Clarke und Richard Tew. Seine Familie wanderte 1640 nach Neuengland aus und ließ sich in der Colony of Rhode Island and Providence Plantations nieder. Zwischen 1680 und 1698 war er kontinuierlich als Deputy von Newport tätig und zwischen 1703 und 1712 mit Unterbrechungen als Assistant. Er saß im Verlauf seiner politischen Laufbahn in vielen Ausschüssen. In diesem Zusammenhang beriet er Gouverneur Samuel Cranston (1659–1727) bei seinem Feldzug gegen Kanada (Queen Anne’s War). Ferner war er als Superintendant of Works beim Fort auf Goat Island tätig. Tew verfolgte auch eine militärische Laufbahn. Er bekleidete 1698 den Dienstgrad eines Captains und 1714 den eines Lieutenant Colonels. Man wählte ihn zum Agent, der nach England segeln sollte, er lehnte aber ab. 1714 wurde er zum Vizegouverneur der Colony of Rhode Island and Providence Plantations gewählt, um die Vakanz zu füllen, welche durch den Tod von Walter Clarke (1640–1714) entstand:

„Proceeding of the General Assembly held for the Colony of Rhode Island and Providence Plantations, at Newport, the 15th day of June, 1714: The new election members or representatives, being engaged, the General Assembly first took into consideration the necessity of proceeding to elect a Deputy Governor, in the room of the Honorable Walter Clarke, Esq., late deputy governor, deceased; and accordingly proceeded, and chose the Honorable Lieutenant Colonel Henry Tew, Deputy Governor, who took his engagement accordingly.“

Er bekleidete den Posten bis Mai 1715. Am 20. April 1718 verfasste er sein Testament und verstarb sechs Tage später.

## Familie
Tew war zweimal verheiratet. Mit seiner ersten Ehefrau Dorcas, Nachname unbekannt, († 16. Dezember 1697) hatte er zehn Kinder: Mary, Henry, William, Richard, John, Elizabeth, Sarah, Elisha, Edward und Dorcas. Nach dem Tod seiner ersten Ehefrau heiratete er kurz darauf Sarah Paul. Ihr erstes gemeinsames Kind wurde im September 1699 geboren, acht weitere Kinder folgten in den folgenden Jahren, darunter Abigail (1703–1781). Tew und seine beiden Ehefrauen wurden auf einem Familienfriedhof, eine halbe Meile nördlich von Sachuest Beach in Middletown, beigesetzt.

## Trivia
Einigen Belegen zufolge war Tew der Bruder des Freibeuters und Piraten Thomas Tew (bl. 1692–1695).